# Rob Oomens
Rob Oomens (Dongen, 8 november 1980) is een Nederlands voormalig voetballer. Oomens speelde onder meer voor Willem II  en Helmond Sport.
Oomens debuteerde voor Willem II tijdens de derby tegen NAC. De dag na de wedstrijd raakte Oomens gewond bij het schoonmaken van een vissenkom waardoor hij moest kiezen: een redelijk goed functionerende arm, of voetballen. Hij koos ervoor om niet langer te voetballen. Tegenwoordig is Oomens accountant.